# Прапор Володимирецького району
Пра́пор Володимире́цького райо́ну був затверджений рішенням сесії районної ради від 25.11.2008 № 333 «Про затвердження символіки Володимирецького району».

## Опис прапора
Прапор Володимирецького району являє собою прямокутне полотнище зеленого кольору у співвідношенні сторін 2:3, що відповідає пропорціям Державного прапора України (розмір полотнища згідно з еталоном). 
Загальна композиція прапора району гармонує з геральдичним рішенням побудови герба району. У центрі полотнища розміщено кольорові елементи зображення герба району (без зображення лелеки). Зворотна сторона полотнища ідентична. На верхівці дерев’яного ручника прапора встановлений наконечник списовидної форми золотого кольору.
Символіка кольорів герба та прапора Володимирецького району:
- золото (жовтий колір) – ознака багатства, добробуту, сили, верховенства;
- срібло (білий колір) – чистота, непорочність;
- синій колір – символізує водойми, це також традиційний колір вірності, чесності, шляхетності;
- зелений колір - символізує землю - сільське господарство й природні багатства, це також традиційний колір молодості й надії.